# 泰塞朗·德博特陨击坑
泰塞朗·德博特陨击坑（Teisserenc de Bort）是火星上的一座撞击坑，其大部分坐落在大瑟提斯区，它的中心坐标为北纬0.4度、东经45.1度，直径115公里（71英里）。该特征取名自法国气象学家莱昂·菲利普·泰塞朗·德博特（1855年－1913年），1973年被国际天文联合会行星系统命名工作组批准接受。 
下面的图像显示了暗坡条纹，条纹越黑，形成时间就越近。

## 图集

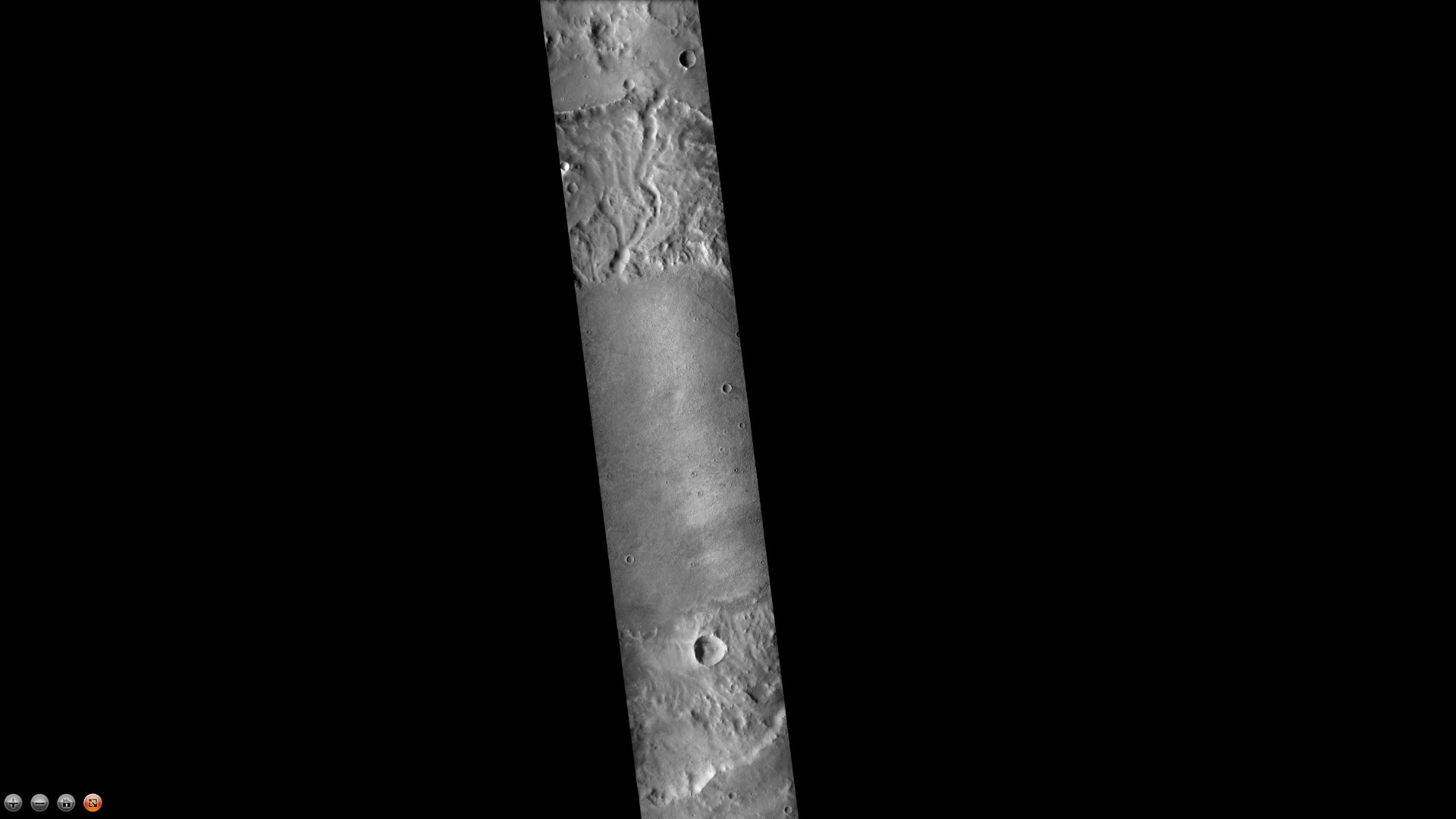
分布有暗坡条纹的北侧坑壁，请注意，这是前一幅图像的放大版。

## 另请查看
- 火星撞击坑